# Larama
Larama ist eine Parroquia rural („ländliches Kirchspiel“) im Kanton Macará der ecuadorianischen Provinz Loja. Die Parroquia besitzt eine Fläche von 93,38 km². Die Einwohnerzahl lag im Jahr 2010 bei 1080.

## Lage
Die Parroquia Larama liegt in den Ausläufern der westlichen Anden im Südwesten von Ecuador, etwa 15 km von der peruanischen Grenze entfernt. Im Norden wird das Verwaltungsgebiet von dem nach Westen fließenden Río Catamayo begrenzt. Dessen linker Nebenfluss Río Tangula fließt entlang der nordöstlichen Verwaltungsgrenze nach Norden. Der etwa 1080 m hoch gelegene Hauptort befindet sich 13 km nordnordöstlich des Kantonshauptortes Macará an der Fernstraße E35 (Macará–Loja).
Die Parroquia Larama grenzt im Nordosten und im Osten an die Parroquias Sozoranga und Nueva Fátima (beide im Kanton Sozoranga), im äußersten Südosten an die Parroquia Sabiango, im Süden und im Westen an das Municipio von Macará sowie im Norden an die Parroquia Celica (Kanton Celica).

## Orte und Siedlungen
In der Parroquia gibt es neben dem Hauptort folgende Barrios:
- Cangonamá Chico
- Canguraca
- El Batán
- El Cedral
- El Verde
- La Cruz de Tangula
- La Delicia
- Larama Viejo
- Mataderos
- Numbiaranga
- Tangula Alto
- Naranjito
- Portachuelo
- Tangula Bajo

## Ökologie
Im Südosten der Parroquia liegt das Schutzgebiet Bosque Protector Jatumpamba Jorupe. Im Nordwesten der Parroquia befindet sich die Reserva Natural Laipuna.

## Geschichte
Die Gründung der Parroquia Larama wurde am 1. April 1947 im Registro Oficial N° 848 bekannt gemacht.